# Бурановська сільська рада (Павловський район)
Бура́новська сільська рада (рос. Бурановский сельский совет) — сільське поселення у складі Павловського району Алтайського краю Росії.
Адміністративний центр та єдиний населений пункт — село Бурановка.

## Населення
Населення — 801 особа (2019; 848 в 2010, 831 у 2002).